# Jean Capdeville
Jean Capdeville (* 8. November 1912 in Estang, Département Gers; † 30. Januar 1977 in Nantes) war ein französischer Politiker der SFIO. Von 1945 bis 1955 war er Abgeordneter der Nationalversammlung. Im Zweiten Weltkrieg nahm er am Widerstand gegen die deutschen Besatzer teil.

## Leben und Werdegang

### Frühes Leben
Capdeville, der aus dem Süden Frankreichs stammte, studierte von 1928 bis 1931 im nordfranzösischen Rouen Lehramt und arbeitete dort anschließend als Lehrer. 1933 begann seine Ehe, aus der später ein Sohn hervorging. Neben dem Beruf war er in den 1930er-Jahren für die Jugendorganisation der sozialistischen Partei SFIO tätig und schaffte innerhalb dieser den Aufstieg zum Sekretär des lokalen Verbandes. Darüber hinaus engagierte er sich in der Lehrergewerkschaft und wurde zu deren Vorsitzenden im Département Seine-Inférieure rund um Rouen.

### Zeit im Widerstand
Während des Zweiten Weltkriegs war er an der Résistance beteiligt, die den Widerstand gegen die seit 1940 andauernde Besetzung Frankreichs durch deutsche Truppen darstellte. Dabei gehörte er im Speziellen der Organisation Noyautage des administrations publiques an, die sich um die Unterwanderung der von den Besatzern kontrollierten Behörden bemühte. Dazu hatte er den Vorsitz bei departementalen und regionalen Komitee für die Résistance inne und war zudem Militärchef der Widerstandsbewegung für die Region Normandie. Dadurch geriet er ins Visier der Gestapo und stand in mehreren Fällen kurz vor der Verhaftung, konnte dieser aber immer wieder entgehen. Für seine Verdienste wurde er nach der Befreiung Frankreichs im Jahr 1944 mit der Médaille de la Résistance sowie dem Croix de guerre ausgezeichnet und wurde zum Ritter der Ehrenlegion erhoben.

### Laufbahn in politischen Ämtern
Nach dem Krieg war er Vorsitzender des regionalen Verbandes der SFIO und war als solcher bei den Wahlen im Oktober 1945 als Listenerster gesetzt. Da seine Partei einen Sitz erringen konnte, schaffte der damals 32-Jährige den Einzug in die verfassungsgebende Nationalversammlung und wurde bei den Neuwahlen im Juni 1946 in seiner Rolle bestätigt. Im Parlament gehörte er der Kommission für Verteidigungsfragen an und wurde dazu in den hohen Gerichtshof gewählt, der über eine mögliche Amtsenthebung des Staatspräsidenten entscheiden darf. Als im November 1946 die Wahlen zur ersten regulären Nationalversammlung nach dem Krieg stattfanden, erreichte Capdeville erneut den Einzug in die landesweite Volksvertretung. Dort gehörte er in den nachfolgenden Jahren verschiedenen Kommissionen an, wobei die nationale Verteidigung sein wesentliches Betätigungsfeld blieb. 1951 wurde er ein weiteres Mal wiedergewählt und übernahm im Parlament das Amt des stellvertretenden Vorsitzenden der Verteidigungskommission, das er bis 1955 ausführte. Seine Prominenz verhalf ihm zu einer Rolle im Film Napoléon, der 1955 in die Kinos kam.
Ebenfalls 1955 war er in Zusammenhang seiner Arbeit im militärischen Bereich in eine Betrugsaffäre verwickelt, was zu seinem Ausschluss aus der sozialistischen Partei führte. Daher entschied er sich, nach dem Ablauf seines Mandats im Dezember 1955 nicht bei den Neuwahlen im Januar des darauffolgenden Jahres zu kandidieren und sich aus der Politik zurückzuziehen. 1957 nahm er in der Funktion eines Bataillonsführers freiwillig am Algerienkrieg teil. Am 7. Dezember 1957 musste er im Zusammenhang der Betrugsaffäre vor Gericht aussagen, doch der Skandal hatte für ihn letztlich keine weiteren Konsequenzen.